# Parafia Matki Łaski Bożej w Górzycy
Parafia Matki Łaski Bożej w Górzycy – parafia rzymskokatolicka, położona w dekanacie Kostrzyn, diecezji zielonogórsko-gorzowskiej, metropolii szczecińsko-kamieńskiej w Polsce, erygowana 25 listopada 1990 roku.